# Royal Society of Arts

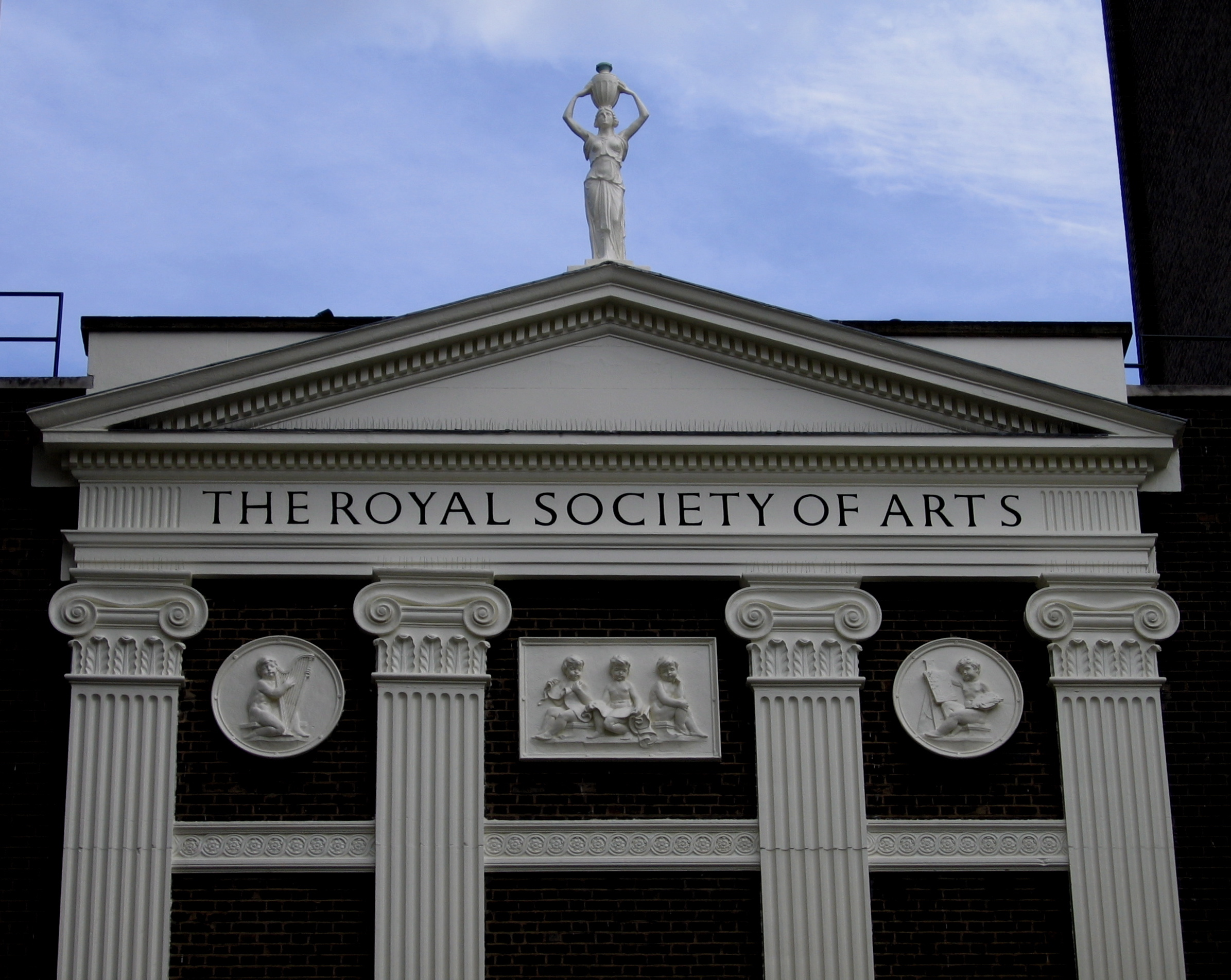
La sede della Royal Society of Arts a Londra

La Royal Society for the Encouragement of Arts, Manufactures and Commerce (in italiano "Reale Società per l'incoraggiamento delle Arti, Manifatture e Commercio"), meglio nota con come Royal Society of Arts o per la sua sigla RSA, è una ONG fondata nel 1754 in Inghilterra, i finanziamenti le derivano dalla sottoscrizione dei suoi membri, patrocinio e donazioni di persone, campagne e fondazioni caritatevoli.
I membri della società hanno il diritto di utilizzare la sigla FRSA (Fellow of the Royal Society of Arts) dopo il proprio nome.
Tra i suoi membri storici più celebri si ricordano: Benjamin Franklin, Charles Dickens, Adam Smith, William Hogarth e in tempi più contemporanei i nomi di John Diefenbaker, Stephen Hawking e Tim Berners-Lee, su un totale di oltre 29.000 membri provenienti da 70 paesi diversi.
Le venne concesso il Regio decreto-legge emanato dal monarca in carica nel 1847, mentre nel 1908 il re Edoardo VII del Regno Unito concesse alla società il diritto di porre il termine Royal nel loro nominativo.
Nella sua lunga storia ha vinto diversi premi e il suo scopo è quello di dedicarsi alle attività sociali e porre attenzione sull'ingegno umano, attraverso la produzione e conservazione delle opere d'arte, della manifattura e del commercio.

## Presidenti della RSA
- 1755–1761: Jacob Bouverie, 1° Visconte di Folkestone
- 1761–1793: Robert Marsham, Conte di Romney
- 1794–1815: Charles Howard, XI duca di Norfolk
- 1816–1843: Augusto Federico di Hannover
- 1843–1861: Alberto di Sassonia-Coburgo-Gotha
- 1862–1862: William Tooke
- 1863–1901: Edoardo VII del Regno Unito
- 1901–1901: Frederick Bramwell
- 1901–1910: Giorgio V del Regno Unito
- 1910–1910: Richard Webster, 1° Visconte di Alverstone
- 1911–1942: Arturo, duca di Connaught e Strathearn
- 1942–1943: Edward Crowe
- 1943–1945: E. F. Armstrong
- 1945–1947: Richard Bedford Bennett
- 1947–1952: Elisabetta II del Regno Unito
- 1952–2011: Filippo di Edimburgo[4]
- 2011–presente: Anna, principessa reale